# Parkraemeria ornata
A Parkraemeria ornata a sugarasúszójú halak (Actinopterygii) osztályának sügéralakúak (Perciformes) rendjébe, ezen belül a gébfélék (Gobiidae) családjába és a Gobiinae alcsaládjába tartozó faj.
A Parkraemeria csontoshal-nem típusfaja.

## Előfordulása
A Parkraemeria ornata előfordulási területe a Csendes-óceán nyugati fele. A japán Rjúkjú-szigetektől Ausztráliáig megtalálható.

## Megjelenése
Ez a gébféle legfeljebb 3,4-3,5 centiméter hosszú.

## Életmódja
Szubtrópusi és tengeri, fenéklakó hal.